# Igor Zacharevitsj
Igor Zacharevitsj (Russisch: Игор Захаревич) (14 juli 1963 - 10 augustus 2008) was een Russisch schaker. Hij was een grootmeester (GM). 
- Van 7 t/m 17 juli 2005 speelde hij mee in het grootmeestertoernooi Viking 2005 dat in Sint-Petersburg verspeeld werd en dat door Michail Brodsky met 6.5 punt uit 10 ronden gewonnen werd. Andrej Devjatkin eindigde als tweede, eveneens met 6.5 punt en Igor werd derde ook met 6.5 punt. De drie plaatsen werden door een tie-break beslist.
- Van 14 t/m 23 oktober 2005 werd in Sint-Petersburg het Chigorin-herdenkingstoernooi gespeeld dat door Roman Ovetsjkin met 7 uit 9 gewonnen werd. Zacharevich eindigde eveneens met 7 punten.